# مانفريد دي فريس
مانفريد دي فريس (بالهولندية: Manfred Kets de Vries)‏ (و. 1942  م) هو مدرس، واقتصادي هولندي، ولد في هولندا.

## التعليم
تعلم في جامعة أمستردام، وتعلم في كلية هارفارد للأعمال
.